# Carolina Marcial Dorado
Carolina Marcial Dorado (Camuñas, Toledo, 1889 - Nueva York, 25 de julio de 1941) doctora en Filosofía y Letras,  embajadora de la cultura española en Estados Unidos, entre 1920 y 1941. Distinguida con la  Gran Cruz de Alfonso XII y la Cruz del Mérito Civil.

## Biografía

### Primeros años y educación
Carolina Marcial Dorado nació en el seno de una familia protestante, republicana y liberal, su padre fue José Marcial Palacios, pastor de la iglesia, y su madre María Marcial-Dorado, los dos originarios de Andalucía. En el año 1897, procedente de Sevilla, donde había pasado su infancia, Carolina inició sus estudios en el  International Institute for Girls, (IIGS) una institución Protestante de educación superior para mujeres españolas, dirigida por Alicia Gordon Gulick (1847-1903).
Carolina cambiaba de residencia cada vez que la institución donde estudiaba se trasladaba a otro lugar, así pasó de San Sebastián a Biarritz (durante la guerra entre España y Estados Unidos), y de allí a Madrid, en el año 1903, momento en el que quedó huérfana de padre.
En el 1905, a la edad de 16 años, Carolina Marcial Dorado hizo su primer viaje a Estados Unidos para hablar sobre el trabajo iniciado en el International Institute en España. En el 1907 regresó en Madrid para completar el bachiller, que estudió en el Instituto Cardenal Cisneros, título que le permitió poder ir a la Universidad.
En 1906 los colegios de la Junta de Mujeres Misioneras y el colegio de Corporación del IIGS, se dividieron. Carolina entró a formar parte del grupo de once alumnas tuteladas directamente por la Liga del Instituto Internacional gracias a un acuerdo alcanzado entre la Corporación del IIGS y la Junta de Mujeres Misioneras. Como ya contaba con título de bachiller pudo continuar sus estudios en Estados Unidos.
Durante su estancia en Estados Unidos y Puerto Rico,  siguió estudiando y trabajó como instructora de español en el Wellesley College desde el 1907 hasta el 1911 y en la Universidad de Puerto Rico como profesora asistente de literatura española desde el 1911 hasta el 1917. Mientras permaneció en Estados Unidos, Carolina Marcial presentó, en abril del año 1908,  una obra teatral titulada Rosas de España, escrita por ella, que se convirtió en la primera obra de teatro española que se representó en Wellesley.

### Trayectoria profesional
Después de su permanencia en Puerto Rico y en Cuba, Carolina Marcial regresó a los Estados Unidos en 1917, entrando a colaborar con la editorial neoyorquina, Ginn & Company, responsabilizándose del Departamento de español de esta compañía, al tiempo que desempeñaba trabajos como docente.
Durante su trabajo en esta compañía, publicó sus dos primeros textos de carácter profesional: España pintoresca: The Life and Customs Of Spain In Story and Legend, en 1917 y Primeras lecciones de español en 1918 ambos publicados y reeditados por Ginn and Company.
En septiembre de 1918, entró a trabajar en el Bryn Mawr College como “instructora” de español por un periodo de un año con el compromiso tácito por el que debía ser nombrada profesor asociado al aceptarse su tesis doctoral en la Universidad de Columbia, por lo que en ese mismo año acabó firmando para trabajar durante los tres siguientes años, aunque tan solo trabajó allí dos.
Durante el curso 1920-21, Carolina Marcial se incorporó al Barnard College como profesora asociada al Departamento de Lenguas Románicas, donde se convirtió en la primera directora del departamento de español.  Cargo que desempañaría hasta el momento de su muerte, el 25 de julio de 1941, a consecuencia de un infarto. Trabajó dos décadas en esta institución educativa y durante ese periodo de tiempo consiguió favorecer el intercambio con España y también con Hispanoamérica, con iniciativas como la creación  del Círculo Castellano, en 1922, cuyo nombre cambió a lo largo de su historia (Círculo Hispánico, Spanish Club), con el que pretendía fomentar el conocimiento de la lengua y cultura españolas.
Además, en 1925 entró, con el cargo de directora, en el “Bureau pro-España” de la compañía International Telephone & Telegraph (ITT), siendo responsable de  las “publicaciones generales” de la compañía.

## Publicaciones
Carolina Marcial Dorado escribió a lo largo de su vida un gran número de artículos en revistas norteamericanas y españolas, de entre los que podemos destacar como ejemplos de relatos y leyendas: El alacrán fray Gómez o Las mariposas del Alcázar.
También escribió diversos libros, entre ellos:Primeras lecciones de español, Libro tercero de lectura; España pintoresca, o Trozos modernos.

## Reconocimientos
Ya en el año 1927 el gobierno español había distinguido a Carolina Marcial Dorado con la Gran Cruz de Alfonso XII  y la Cruz de Plata al mérito civil.
Tras su fallecimiento también fue objeto de reconocimiento en su universidad, la cual instituyó a partir de 1953 una beca con su nombre, "The Carolina Marcial Dorado Spanish Scholarship Fund" destinada a un estudiante de España, o para obtener el título de posgrado en español en los Estados Unidos o en el extranjero, o para un estudiante que se especializa en español.